# تحت الثابتة (موسيقى)

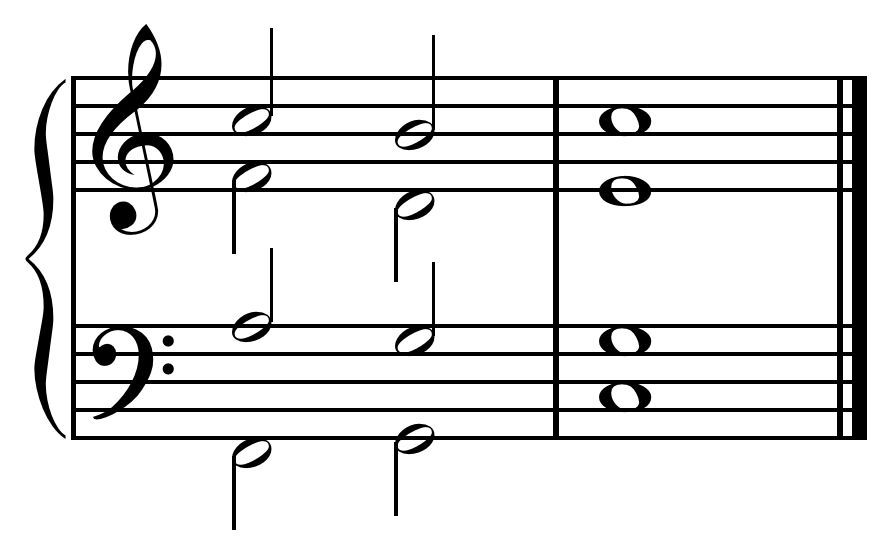

تحت الثابتة أو النغمة تحت الثابتة، اسم يطلق على رابع درجة في سلم موسيقى أو مقام؛ فنغمة تحت الثابتة في سلم أو مقام دو الكبير هي فا، و في صول الكبير هي دو، وهكذا دواليك.